# Château d'eau de Puolivälinkangas
Le château d'eau de Puolivälinkangas (finnois : Puolivälinkankaan vesitorni) est un château d'eau situé dans le quartier de Puolivälinkangas à Oulu en Finlande.

## Présentation
Le château d'eau, construit de 1967 à 1969,  est situé le long de la route nationale 4, au plus haut point du quartier, et constitue un point de repère bien visible.
Au sommet de la tour se trouve une plate-forme d'observation qui a été ouverte au public et à l'observatoire arctique de l'association astronomique d'Oulu.
De nos jours, le niveau supérieur n'est pas ouvert au public.
La tour mesure 55 mètres de haut et 77 mètres de haut. Le réservoir d'eau a un volume de 6 000 mètres cubes et le sommet de la tour a un diamètre de 52,5 mètres. La base de la tour fait 11 mètres de diamètre.

## Le château d'eau

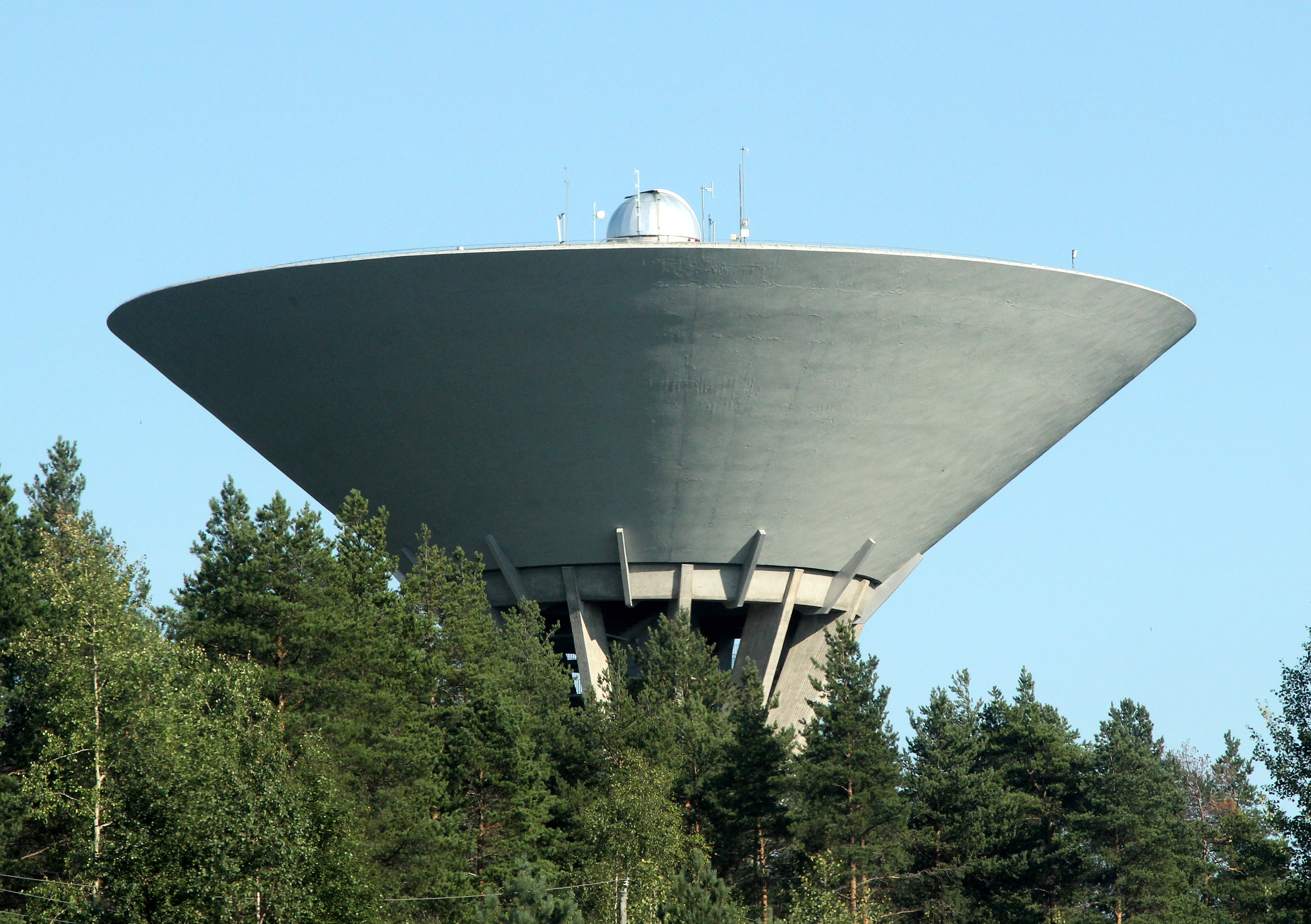
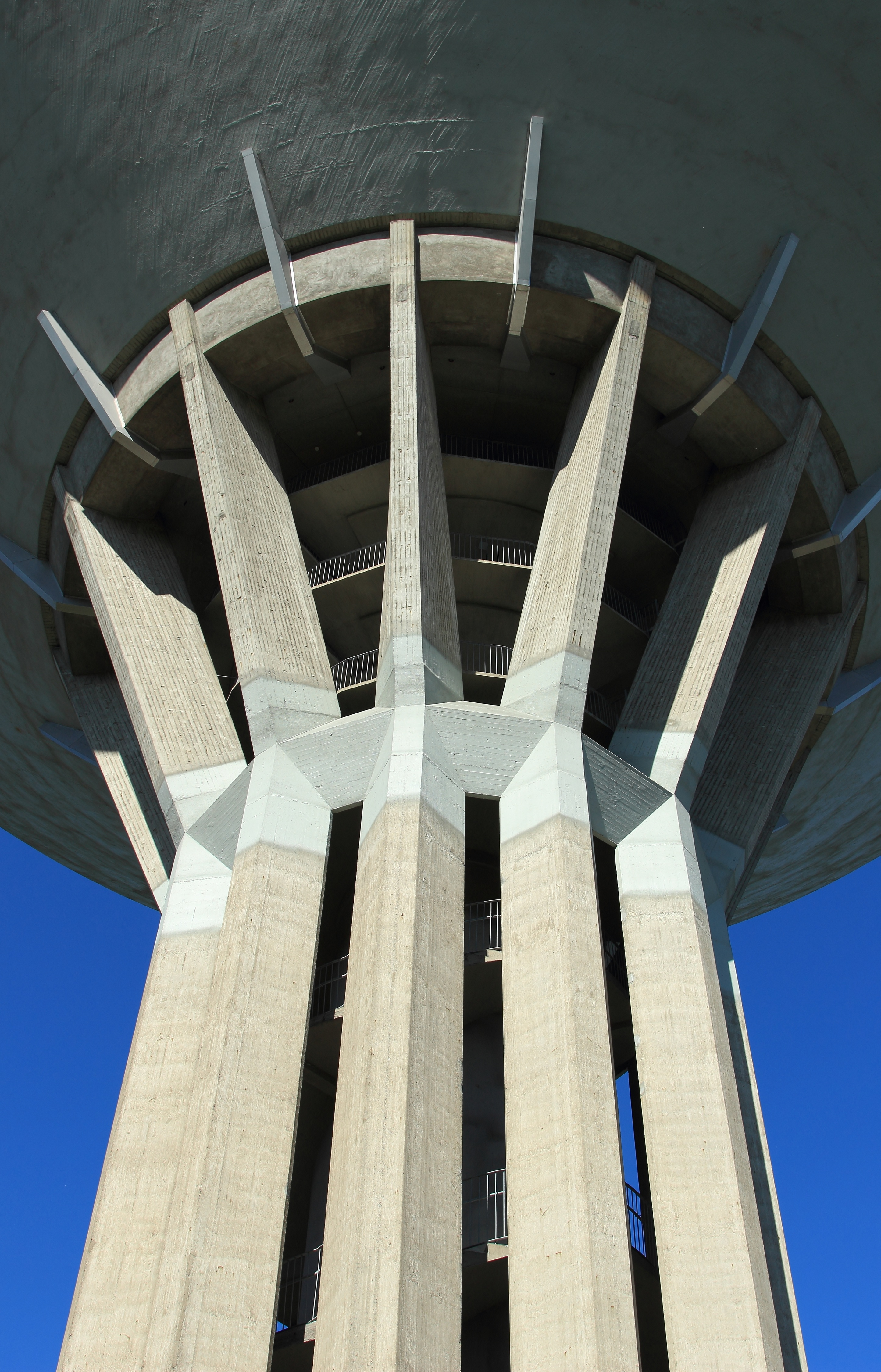
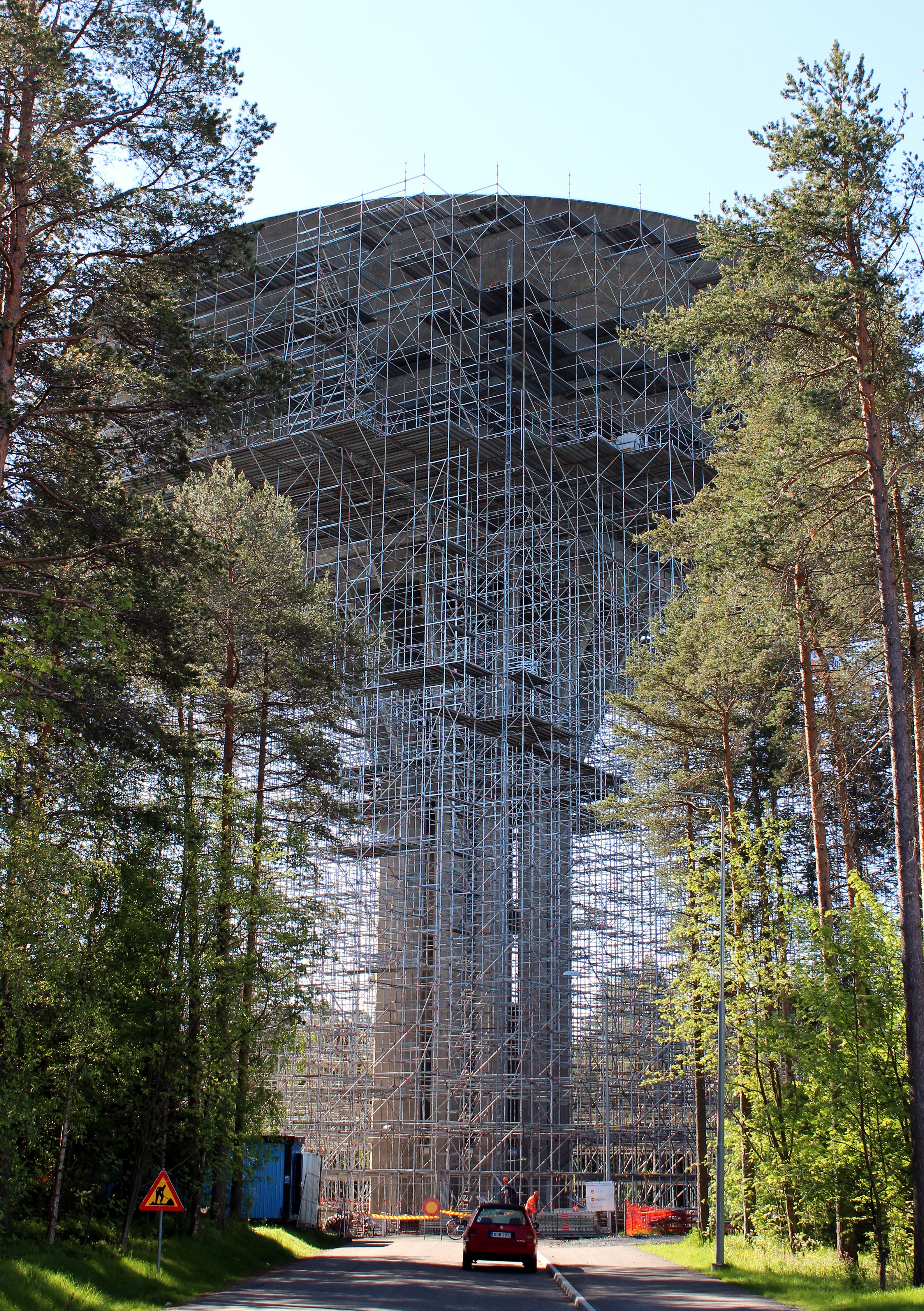

## Vues du château d'eau

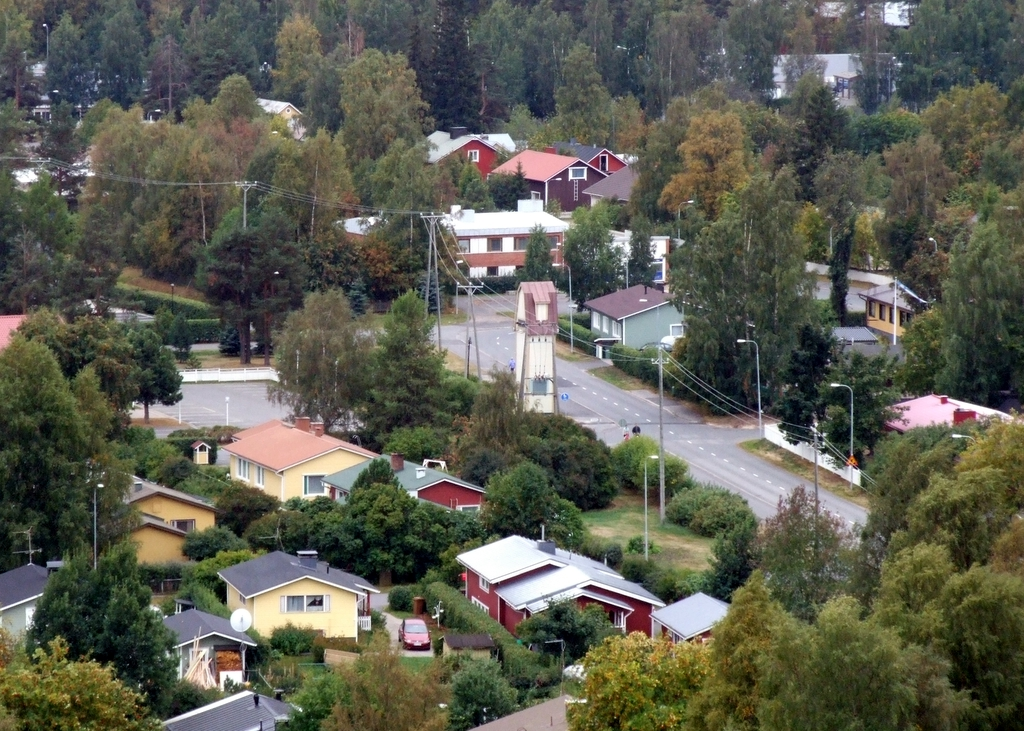
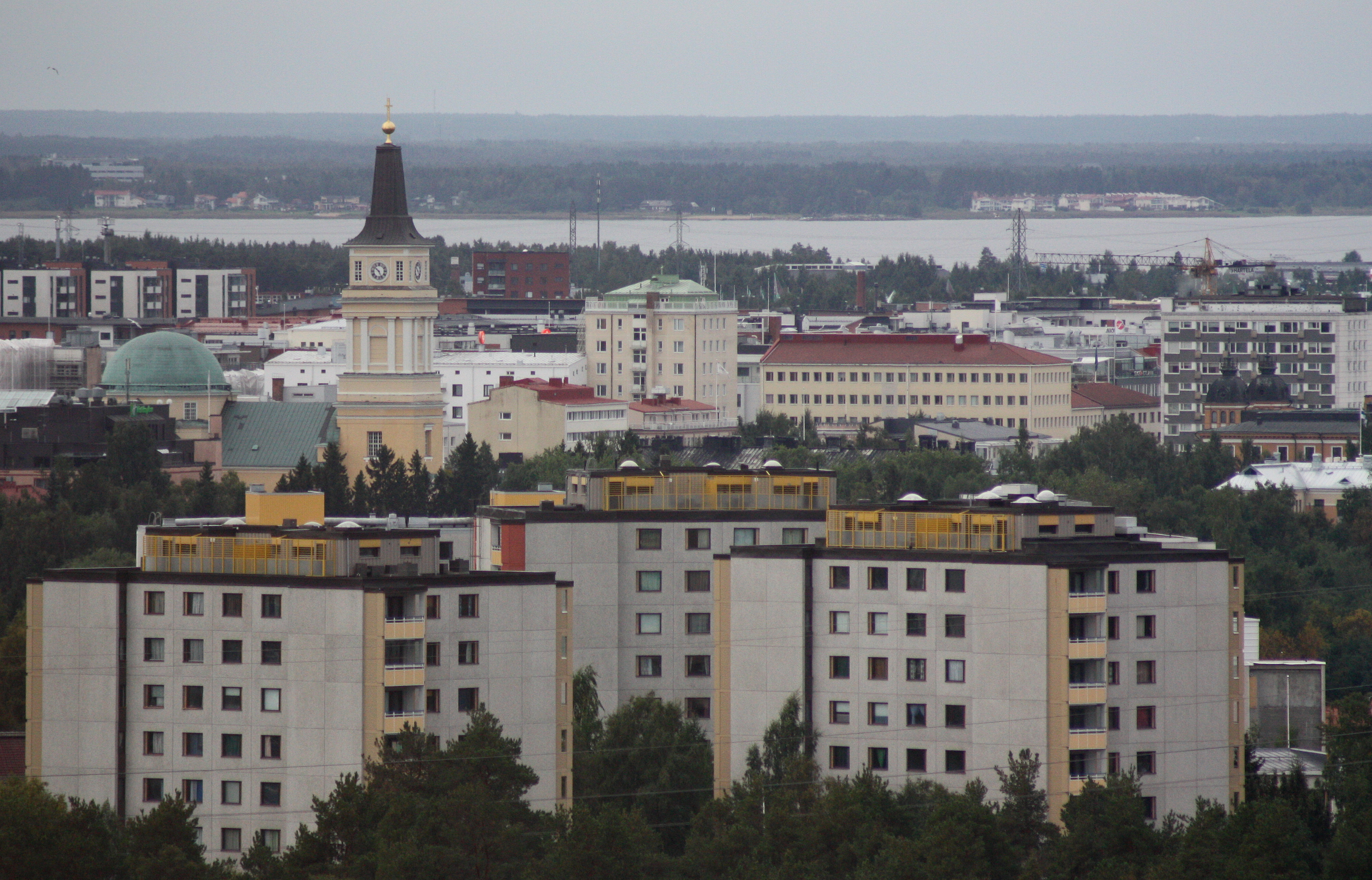
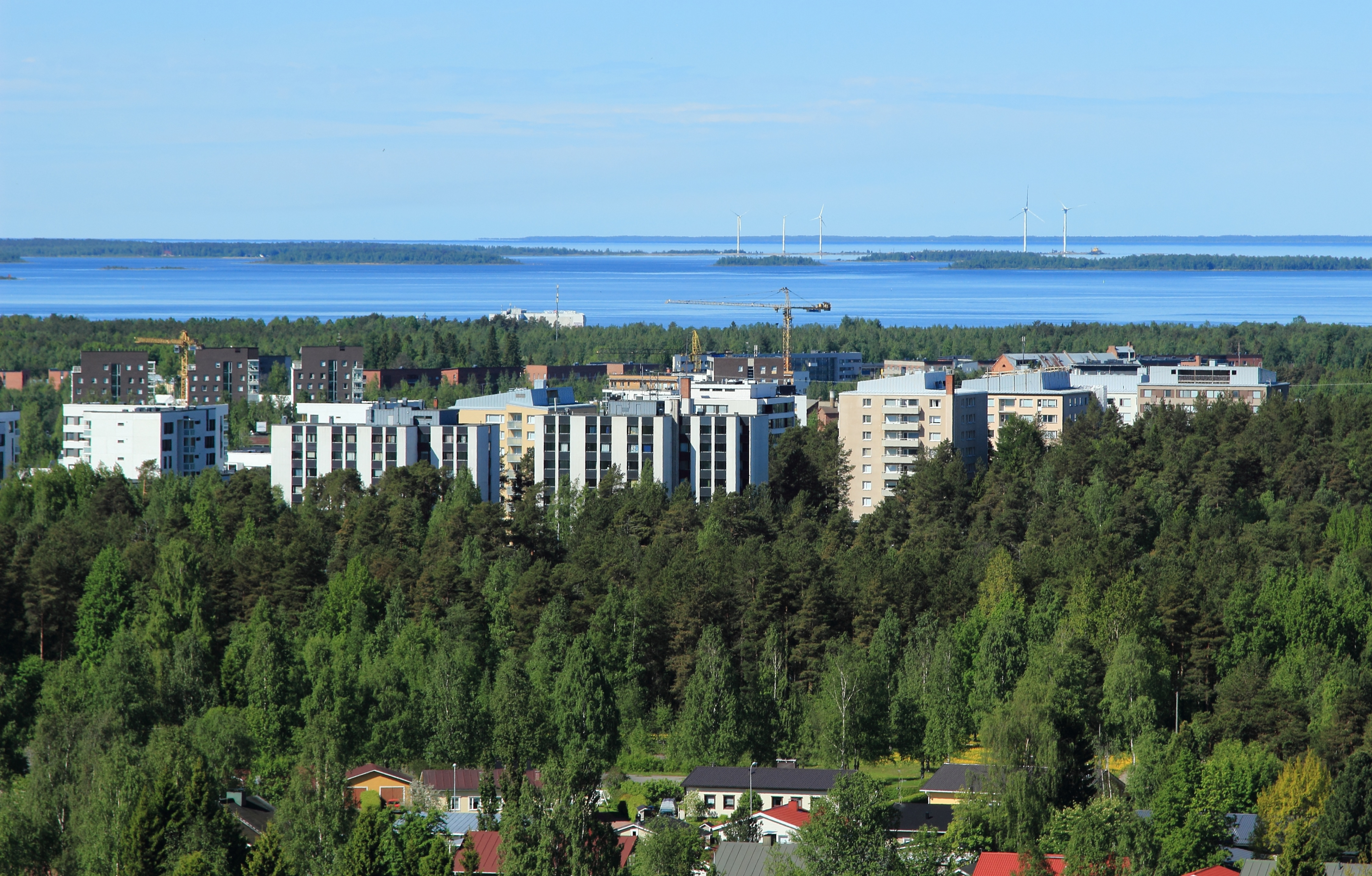
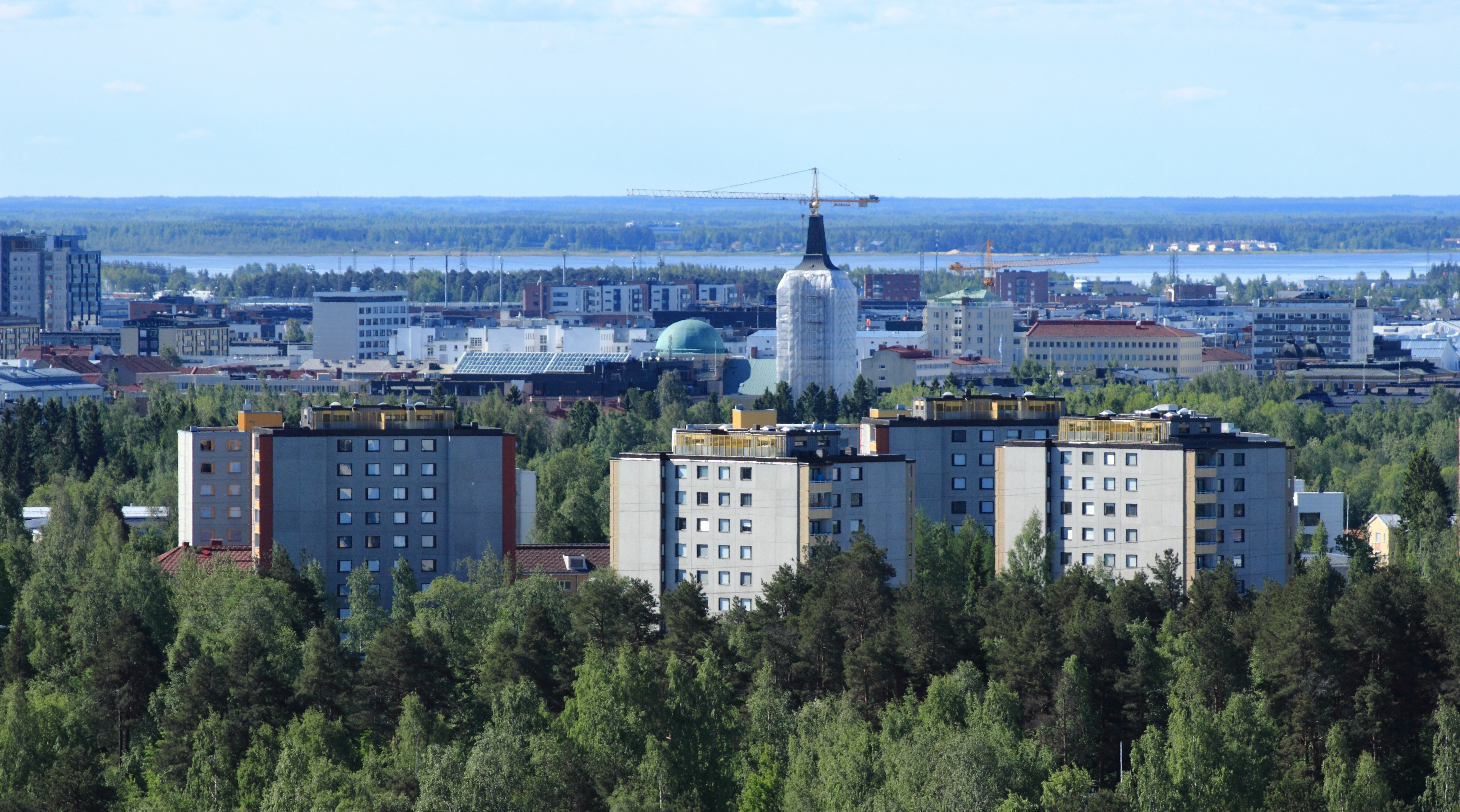